# Ricky Ford

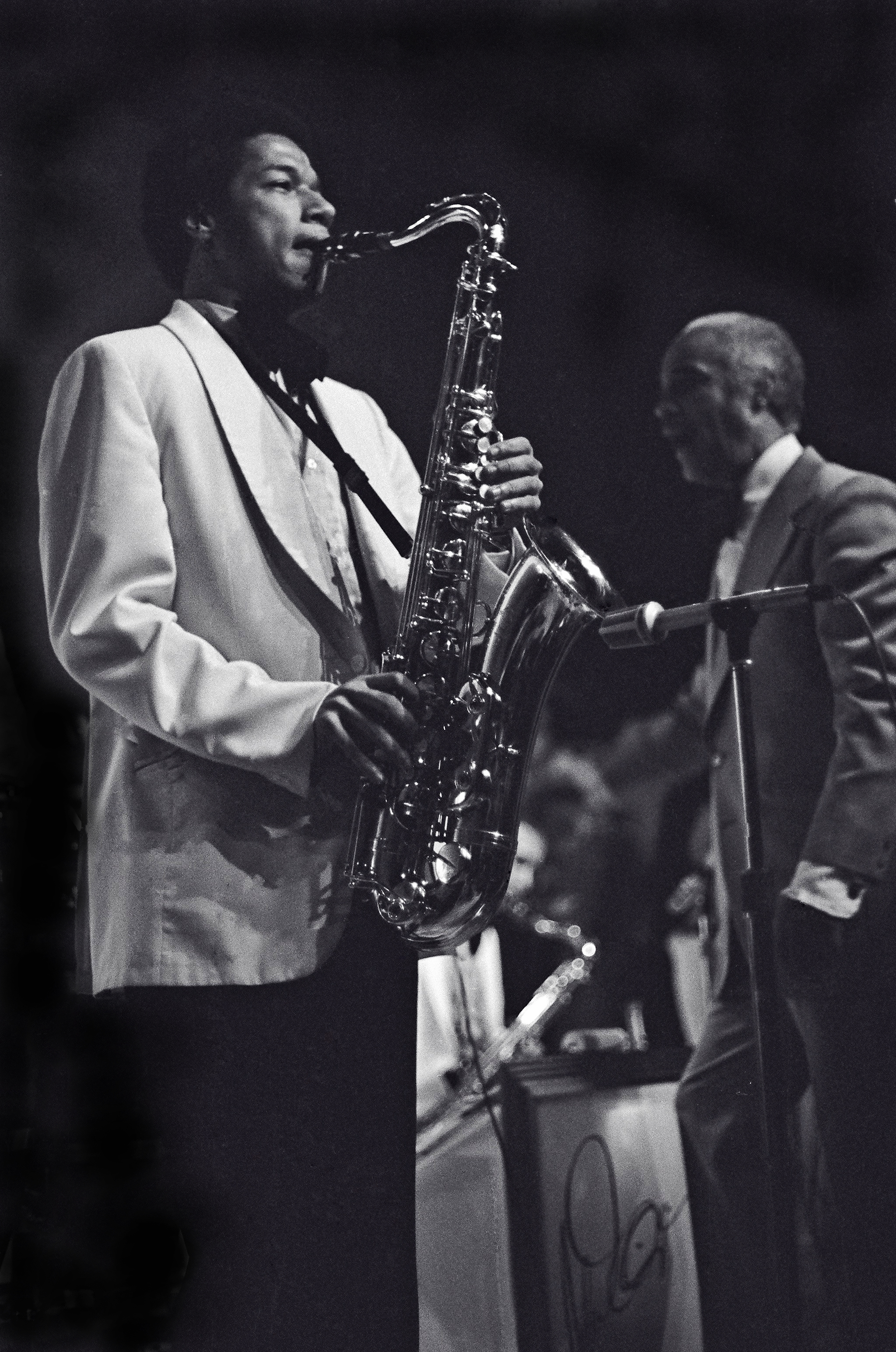
Ricky Ford & Mercer Ellington 1975

Ricky Ford (Richard Allen Ford, * 4. März 1954 in Boston/Massachusetts) ist ein US-amerikanischer Jazz-Saxophonist.
Ford studierte am New England Conservatory of Music. 1974 nahm er mit der dortigen New England Conservatory Ragtime Ensemble unter Gunther Schuller Werke von Scott Joplin auf. Er tourte dann bis 1976 mit dem Duke Ellington Orchestra unter Mercer Ellington. Darauf arbeitete er mit Charles Mingus (Cumbia & Jazz Fusion, In Argentina: The Buenos Aires Concerts), war von 1978 bis 1981 Mitglied des Quintetts von Dannie Richmond und 1982 der Mingus Dynasty und trat mit Lionel Hampton, Amina Claudine Myers und Abdullah Ibrahim auf.
Daneben spielte er eine Reihe Alben als Bandleader ein. Ende der 1980er Jahre war er Artist-in-Residence an der Brandeis University, leitete eine eigene Band, nahm mit McCoy Tyners (Big) Band auf und unternahm Tourneen durch Europa. Als er sich in den 1990er Jahren in Paris niederließ, gründete er eine weitere Bigband, bevor er in die Türkei zog, um an der Istanbuler Bilgi-Universität zu unterrichten (2000–2006).
In den folgenden Jahren arbeitete Ford mit der Ze Big Band unter der Leitung von Fred Burgazzi zusammen, mit der er zwei Alben aufgenommen hat, 7095 (2009) und Sacred Concert (2013). Des Weiteren war er künstlerischer Leiter des Toucy Jazz Festival, das er 2008 in der französischen Region Bourgogne gründete.

## Auswahl-Diskographie
- Loxodonta Africana mit Oliver Beener, Charles Sullivan, Bob Neloms, Richard Davis, Dannie Richmond – 1977
- Manhattan Plaza mit Oliver Beener, Jaki Byard, David Friesen, Dannie Richmond – 1978
- Flying Colors mit John Hicks, Walter Booker, Jimmy Cobb – 1980
- Tenor of the Times mit Albert Dailey, Rufus Reid, Jimmy Cobb – 1981
- Interpretations mit John Hicks, Walter Booker, Jimmy Cobb – 1982
- Future’s Gold mit Albert Dailey, Larry Coryell, Ray Drummond, Jimmy Cobb – 1983
- Shorter Ideas mit Jimmy Knepper, James Spaulding, Kirk Lightsey, Rufus Reid, Jimmy Cobb – 1984
- Saxotic Stomp mit James Spaulding, Ricky Ford, Charles Davis, Kirk Lightsey, Ray Drummond, Jimmy Cobb – 1987
- Hard Groovin’ mit Roy Hargrove, Geoff Keezer, Robert Hurst, Jeff Watts – 1989
- Manhattan Blues mit Jaki Byard, Milt Hinton, Ben Riley – 1989
- Hot Brass mit Lew Soloff, Claudio Roditi, Steve Turré, Danilo Pérez, Christian McBride, Carl Allen – 1991
- American African Blues mit Jaki Byard, Milt Hinton, Ben Riley – 1991
- Tenor Madness Too mit Antoine Roney, Donald Brown, Peter Washington, Louis Hayes – 1992
- Tenors of Yusef Lateef & Ricky Ford mit Yusef Lateef, Avery Sharpe, Kamal Sabir – 1994
- Balaena mit George Cables, Cecil McBee, Ed Thigpen – 1999
- Reeds and Keys mit Kirk Lightsey, 2003